# Вильяфаньес, Лукас
Лукас Мартин Вильяфаньес (исп. Lucas Martín Villafañez; род. 4 октября 1991, Комодоро-Ривадавия, Чубут) — аргентинский футболист, играющий на позиции атакующего полузащитника за кипрский клуб АПОЭЛ.

## Клубная карьера
Лукас Вильяфаньес — воспитанник аргентинского клуба КАИ из своего родного города Комодоро-Ривадавия. 27 сентября 2008 года он дебютировал в Примере B Насьональ, выйдя на замену в концовке домашней игры с командой «Лос-Андес». Спустя месяц Вильяфаньес забил свой первый гол на профессиональном уровне, сравняв счёт в гостевом поединке против клуба «Атлетико Тукуман». Спустя 24 минуты после этого он оформил и дубль.
С начала 2011 года Лукас Вильяфаньес представлял аргентинский «Индепендьенте», первые полгода на правах аренды. 6 февраля 2011 года Вильяфаньес дебютировал в аргентинской Примере, выйдя в основном составе в домашнем матче с «Тигре». 3 мая того же года он забил свой первый гол на высшем уровне, сравняв счёт в гостевой игре с «Бокой Хуниорс». Сезон 2013/14 футболист провёл выступая на правах аренды за «Уракан» в Примере B Насьональ. В середине 2014 года Вильяфаньес был отдан в аренду клубу греческой Суперлиги «Панетоликос», за который он отыграл следующие полтора года.
27 января 2016 года аргентинец стал игроком греческого «Панатинаикос», а спустя год перешёл в турецкий клуб «Аланьяспор».